# 小行星8090
小行星8090（英語：8090）是一颗围绕太阳公转的小行星。1991年9月15日，亨利·E·霍爾特在帕洛马山发现了此天体。
这颗小行星的绝对星等为352.9525363883048等。